# Valérie Wilson
Valérie Wilson est une actrice française, morte le 20 octobre 2011.Elle joue son propre personnage de transgenre dans La Michetonneuse de Francis Leroi, tourné en été 1970. 

## Filmographie
- 1972 : Un flic de Jean-Pierre Melville : Gaby
- 1972 : La Michetonneuse de Francis Leroi : Valérie
- 1973 : Un ange au paradis de Jean-Pierre Blanc : Marie-Ange Bystrzanowiez
- 1975 : Change pas de main de Paul Vecchiali : Mylène